# Родріго Карасо Одіо
Родріго Хосе Рамон Франсіско де Хесус Карасо Одіо (ісп. Rodrigo José Ramón Francisco de Jesús Carazo Odio; 27 грудня 1926 — 9 грудня 2009) — костариканський політик, тридцять п'ятий президент Коста-Рики.

## Біографія
1954 року закінчив факультет економічних і соціальних наук Університету Коста-Рики в Сан-Хосе, здобувши ступінь бакалавра економіки. Спеціалізувався на проблемах організації виробництва та управління ним. Після закінчення навчання обіймав різні посади в економічних установах країни, зокрема у 1963—1964 роках був директором Центрального банку Коста-Рики. Викладав у різних університетах країни, впродовж деякого часу працював у Венесуелі.
Від 1966 до 1970 року був депутатом Законодавчих зборів Коста-Рики та був їх головою від 1966 до 1967 року, потім очолював парламентську комісію з фінансових та економічних питань.
До кінця 1960-их років перебував у лавах партії Національне визволення, потім заснував власну партію Демократичне оновлення та від 1971 року був її головою. 1974 був кандидатом на посаду президента, але зазнав поразки на виборах. У лютому 1978 року його обрали президентом Республіки від блоку опозиційних партій «Єдність».
1980 року заснував Університет миру, заклад, що цілеспрямовано займається вивченням та пропагандою миру. Він же став першим головою Ради університету.
Його адміністрація сприяла нафтохімічній промисловості та навіть почала пошуки нафти поряд із гірським хребтом Таламанка. В енергетичному секторі його уряд відкрив ГЕС на озері Ареналь. Було врегульовано розкопки золота на півдні країни.
На міжнародній арені Карасо доводилось мати справу в основному з радикальними змінами в сусідній Нікарагуа, що перебувала під контролем диктатури родини Сомоси впродовж десятиліть (Коста-Рика завжди виступали проти їхнього режиму). У 1970-их роках уряд Коста-Рики підтримав сандиністських повстанців. Багато з боїв, що відбувались поряд із кордоном з Нікарагуа, проходили на костариканській землі. Кілька разів уряд Карасо попереджав Сомосу, щоб його війська не порушували кордон. Окрім того, адміністрація президента розробляла плани зі створення сил оборони для боротьби з будь-якими спробами Сомоси вдертись на територію Коста-Рики. Однак 1979 року уряд Карасо в порушення національного суверенітету дозволив трьом вертольотам США приземлитись на території країни для сприяння втечі Сомоси з Нікарагуа, за що зазнав різкої критики з боку опозиції. 1981 року уряд Карасо припинив дипломатичні відносини з Кубою, а на початку 1982 року підтримав ініціативу Сполучених Штатів і диктаторських режимів Центральної Америки з ізоляції сандиністської Нікарагуа.
За його врядування країна постала перед серйозною економічною кризою. Ціни на нафту були на високому рівні, а вартість кави, основної культури Коста-Рики, падала. Попри поради свого міністра фінансів Ернана Саєнса Хіменеса та Міжнародного валютного фонду, Карасо доручив Центральному банку Коста-Рики позичити значні кошти для підтримання вартості місцевої валюти колона, сподіваючись, що відновлення економіки було близьким. Така політика зрештою призвела до катастрофічної раптової девальвації колона у вересні 1980 року. Свій внесок зробила й висока інфляція. Коста-Рика дотепер має велику заборгованість.
Після виходу у відставку з посади президента Карасо став критиком МВФ та інших міжнародних фінансових установ. В останні роки свого життя він рішуче виступав проти Центральноамериканської угоди про вільну торгівлю (CAFTA).